# Turunç, Marmaris
Turunç là một thị trấn thuộc huyện Marmaris, tỉnh Muğla, Thổ Nhĩ Kỳ. Dân số thời điểm năm 2011 là 1.647 người.